# Isoperla katmaiensis
Isoperla katmaiensis is een steenvlieg uit de familie Perlodidae. De wetenschappelijke naam van de soort is voor het eerst geldig gepubliceerd in 1979 door Szczytko & Stewart.